# Новосёлки (Дрибинский район)
Новосёлки (бел. Навасёлкі) — деревня в составе Рясненского сельсовета Дрибинского района Могилёвской области Республики Беларусь.

## История
Упоминается в 1756 году как деревня в великокняжеском имении Рясно в Мстиславском воеводстве ВКЛ.

## Население
- 1999 год — 146 человек
- 2010 год — 139 человек